# Solina (gmina)

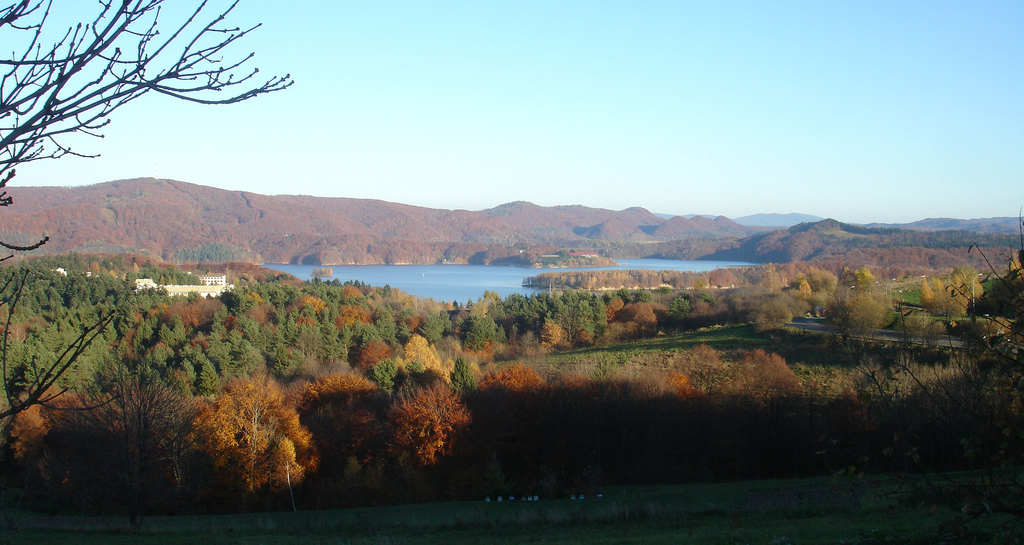
Zalew Soliński widziany z Polańczyka, listopad 2005

Solina – gmina wiejska w województwie podkarpackim, w powiecie leskim (do 1 stycznia 2002 w powiecie bieszczadzkim).
Od 30 grudnia 1999 siedzibą gminy jest Polańczyk (wcześniej Solina).
Według danych z 30 czerwca 2007 gminę zamieszkiwało 5105 osób.
W 2013 na terenie gminy powstało prywatne lądowisko Dolina Ruchlinu-Horodek.

## Historia
Gmina Solina z siedzibą w Solinie powstała 1 lutego 1977 w woj. krośnieńskim z następujących obszarów:
- zniesionej gminy Wołkowyja  – sołectwa: Berezka, Bereżnica Wyżna, Bukowiec, Górzanka, Myczków, Polańczyk, Terka, Werlas, Wola Matiaszowa, Wołkowyja (z Rybnem) i Zawóz oraz obręby geodezyjne: Horodek, Polanki, Radziejowa, Rajskie, Sakowczyk, Studenne, Tyskowa i Wola Górzańska;
- części gminy Olszanica  – sołectwa Bóbrka, Myczkowce  i Zabrodzie oraz obręby geodezyjne Bereżnica Niżna i Solina;
- części gminy Ustrzyki Dolne – sołectwo Łobozew Dolny oraz obręby geodezyjne Sokole i Teleśnica Sanna[6]:

1 kwietnia 1977, dwa miesiące później, do gminy Solina dołączono jeszcze z gminy Ustrzyki Dolne sołectwa Łobozew Górny i Teleśnica Oszwarowa oraz obręb geodezyjny Daszówka. Był to najobszerniejszy zasięg terytorialny gminy Solina.
1 lipca 1981 z gminy Solina odłączono i włączono z powrotem do gminy Ustrzyki Dolne sześć jednostek na wschodnim brzegu Sanu: sołectwa Łobozew Dolny, Łobozew Górny i Teleśnica Oszwarowa oraz obręby geodezyjne Daszówka, Sokole i Teleśnica Sanna.
1 stycznia 1994 z gminy Solina odłączono i włączono do gminy Lesko część wsi Berezka o powierzchni 9,10 ha (wyprostowano zygzakowatą granicę między Średnią Wsią w gminie Lesko a Berezką w gminie Solina).
Od 1 stycznia 1999, wraz zreformą administracyjną w Polsce,  gmina weszła w skład powiatu bieszczadzkiego w  województwie podkarpackim.
Od 30 grudnia 1999 siedzibą gminy jest Polańczyk.
1 stycznia 2002 gminę włączono do reaktywowanego powiatu leskiego.

## Struktura powierzchni
Według danych z roku 2005 gmina Solina ma obszar 184,25 km², w tym:
- użytki rolne: 22%
- użytki leśne: 54%

Gmina stanowi 22,07% powierzchni powiatu.

## Demografia

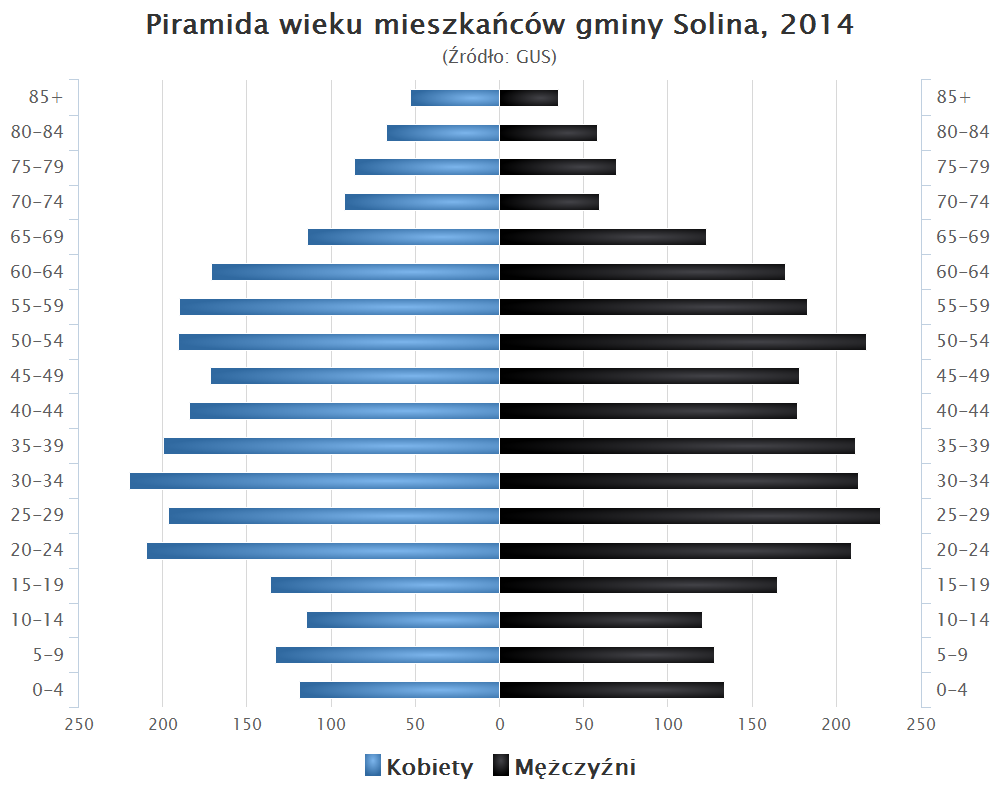
Piramida wieku mieszkańców gminy Solina w 2014 roku

Dane z 30 czerwca 2007:
| Opis                              | Ogółem | Ogółem | Kobiety | Kobiety | Mężczyźni | Mężczyźni |
| --------------------------------- | ------ | ------ | ------- | ------- | --------- | --------- |
| jednostka                         | osób   | %      | osób    | %       | osób      | %         |
| populacja                         | 5105   | 100    | 2524    | 49,4    | 2581      | 50,6      |
| gęstość zaludnienia (mieszk./km²) | 27,7   | 27,7   | 13,7    | 13,7    | 14        | 14        |

## Sołectwa
Berezka, Bereżnica Wyżna, Bóbrka, Bukowiec, Górzanka, Myczkowce, Myczków, Polańczyk, Rajskie, Rybne, Solina, Terka, Werlas, Wola Matiaszowa, Wołkowyja, Zawóz.

## Miejscowość niesołecka
- Jawor

## Sąsiednie gminy
Baligród, Cisna, Czarna, Lesko, Olszanica, Ustrzyki Dolne